# Compsoctena ostracitis
Compsoctena ostracitis är en fjärilsart som beskrevs av Edward Meyrick 1913. Compsoctena ostracitis ingår i släktet Compsoctena och familjen Eriocottidae. Inga underarter finns listade i Catalogue of Life.